# 阿戈讷地区布罗库尔
阿戈讷地区布罗库尔（法語：Brocourt-en-Argonne，法語發音：[bʁɔkuʁ ɑ̃.n‿aʁɡɔn]）是法国默兹省的一个市镇，位于该省西部，属于凡尔登区。

## 地理
阿戈讷地区布罗库尔（49°6'54"N, 5°9'59"E）面积6.71 平方千米，位于法国大東部大區默兹省，该省份为法国西北部内陆省份，北与比利时接壤，西接马恩省和阿登省，南至上马恩省和孚日省，东临默尔特-摩泽尔省。
与阿戈讷地区布罗库尔接壤的市镇（或旧市镇、城区）包括：阿戈讷地区布拉邦、阿戈讷地区克莱蒙、阿戈讷地区栋巴勒、阿戈讷地区茹伊、尼克塞维尔-布莱尔库尔、莱苏埃姆-朗蓬。

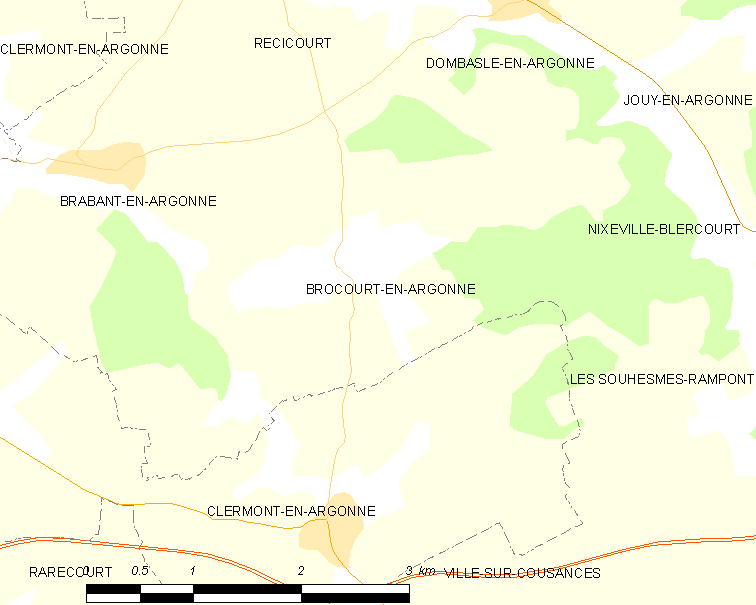
阿戈讷地区布罗库尔的OSM定位图

阿戈讷地区布罗库尔的时区为UTC+01:00、UTC+02:00（夏令时）。

## 行政
阿戈讷地区布罗库尔的邮政编码为55120，INSEE市镇编码为55082。

## 政治
阿戈讷地区布罗库尔所属的省级选区为阿戈讷地区克莱蒙县。

## 人口

1962-2008年间阿戈讷地区布罗库尔人口变化图示

阿戈讷地区布罗库尔于2022年1月1日时的人口数量为46人。